# 800 nanómetros
800 nanómetros se refiere a una tecnología de proceso de la industria de los semiconductores alcanzado en los años de 1989 y 1990 por las principales empresas de dicho sector, tales como Intel e IBM.

## Procesadores producidos con esta tecnología
- El microprocesador Intel 486 CPU, lanzado al mercado en 1989.
- El microSPARC I, que debutó en 1992.
- El Pentium (el primero de la denominada microarquitectura P5 de Intel) de 60 MHz y 66 MHz, los cuales fueron lanzados el 22 de marzo de 1993 (con un multiplicador de 1x).